# Température de surface de la mer

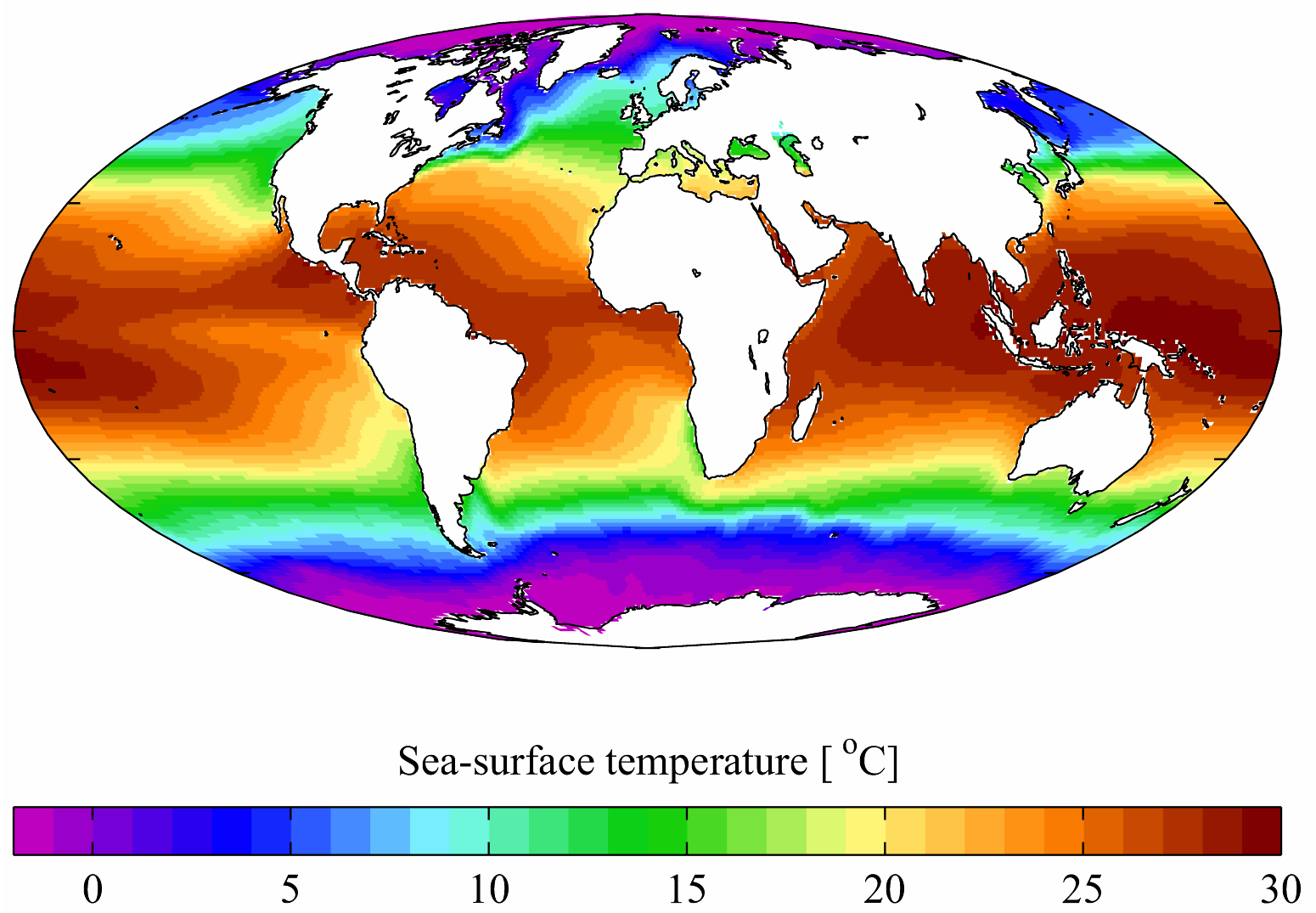
Température de surface de la mer moyenne annuelle des océans. Données de NOAA.

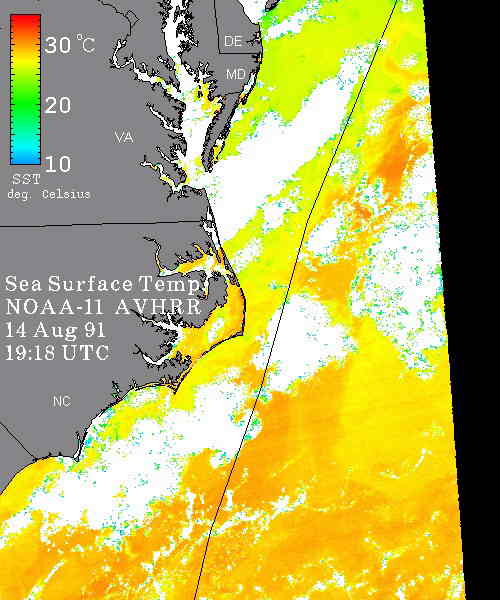
Température de surface de la mer avant l'ouragan Bob (14 août, 1991)

La température de surface de la mer est la température dans une couche plus ou moins importante près de la surface de la mer qui peut varier selon la méthode de mesure. C'est au niveau de cette couche que se produisent les interactions entre l'océan et l'atmosphère qui gouvernent le climat et cette température est donc critique sur le développement des systèmes météorologiques. Elle l'est également sur le type et la quantité d'organismes vivants dans les profondeurs de la mer.
En raison du réchauffement climatique d'origine anthropique, la température de surface de la mer augmente depuis le XXe siècle et sa hausse est estimée irréversible à l'échelle du siècle.

## Mesure
Il existe plusieurs façons de mesurer la température de surface de la mer et chacune peut donner des valeurs différentes quand on les compare :
- La première méthode employée fut de plonger un thermomètre dans un seau d'eau puisée de la mer. Elle donnera en général la température entre la surface et le premier mètre de la surface puisque l'eau est collectée de façon assez grossière
- Dans le cas d'une mesure venant d'un navire moderne, le capteur étant habituellement dans le conduit d'entrée d'eau de refroidissement des machines, la température correspondra à celle à 5 mètres sous la surface
- Une autre méthode utilise les bouées météorologiques qui prennent de façon constante la mesure à environ un mètre sous la surface
- Plus récemment par satellite météorologique[2],[3],[4] :
  - un radiomètre capte l'émission infrarouge des premiers millimètres de la mer. Cette émission étant reliée à la température par la loi du corps noir, on en déduit la température de surface de la mer mais elle est affectée par la présence de nuages ;
  - un capteur passif de micro-ondes à longueur d'onde peu affectées par l'absorption de la couverture nuageuse, complémente cette mesure de la même façon mais à moindre résolution.

En utilisant ces mesures ensemble, il faut donc allouer une marge d'erreur dans notre vue globale de la température des mers. En fait, les données des satellites sont de plus en plus celles qui prennent le pas à cause de leur plus grande précision et de la couverture totale de la Terre par ces derniers. Cependant, par conditions nuageuses très épaisses, des régions entières peuvent comporter des données manquantes ou douteuses et les autres méthodes restent nécessaires.

## Utilisation
La température de la mer est un élément essentiel dans l'échange d'énergie entre la mer et l'atmosphère terrestre. La quantité de vapeur d'eau relâchée ou absorbée par la mer dépend directement de sa température de surface. La mer sert également de facteur limitatif sur les variations de température de l'air entre le jour et la nuit grâce à sa capacité calorifique (elle absorbe et relâche l'énergie plus lentement que l'air). 
Il est donc très important de la connaître pour la prévision numérique du temps qui donne l'évolution future des systèmes météorologiques. La répartition des températures de surface de la mer est cruciale dans certains phénomènes particuliers. Notons :
- El Niño : une température plus chaude que la normale dans le Pacifique Est au niveau de l'Amérique du Sud. Depuis le début des années 1990, il est suivi de près par les satellites et une série de bouées dans le Pacifique à cause de l'importance de son impact sur le climat ;
- les cyclones tropicaux : la convection organisée qui mène à la formation de ces derniers nécessite une température de surface de la mer de plus de 26 degrés Celsius. En général, plus la température est élevée plus la tempête sera puissante. Le passage d'un tel système « retourne » littéralement la mer amenant de l'eau plus froide des profondeurs, ce qu'on peut suivre avec les images satellitaires ;
- les remontées d'eau qui se traduisent par des zones propices à l'alimentation des poissons et est donc d'importance pour les pêcheurs.

La température de surface de la mer est également importante pour la vie marine qui dépend de conditions bien précises pour subsister. Les poissons, le plancton, les mollusques, les algues ont tous une plage de températures qu'ils peuvent supporter. Les études sur leurs populations utilisent beaucoup la température déterminée par les différents moyens mentionnés.

## Évolution
Le premier groupe de travail du sixième rapport d'évaluation du GIEC indique que la température moyenne de surface a augmenté de 0,88 °C entre la décennie 2011-2020 et la période 1850-1900, conséquence du réchauffement climatique, et que plus des deux tiers de cette hausse se sont produits après 1980. La hausse de la température de surface va se poursuivre de manière quasi-certaine jusqu'à la fin du XXIe siècle dans tous les scénarios d'émissions de GES, mais son ampleur dépendra de la trajectoire suivie par les émissions de GES envisagés ; cette hausse sera également sujette à des variations régionales,,.